# Ixora deliensis
Ixora deliensis är en måreväxtart som beskrevs av Cornelis Eliza Bertus Bremekamp. Ixora deliensis ingår i släktet Ixora och familjen måreväxter. Inga underarter finns listade i Catalogue of Life.